# Haircut One Hundred
A Haircut One Hundred egy 1980-ban alapított angol new wave együttes. Legnépszerűbb albumuk kétségtelenül az 1982-ben megjelent Pelican West , amely szerepel az 1001 lemez, amit hallanod kell, mielőtt meghalsz című könyvben. Ez az album tartalmazza az együttes legnagyobb slágerét is, a Love Plus Onet.

## Diszkográfia
- Pelican West (1982)
- Paint and Paint (1984)

## Fordítás
- Ez a szócikk részben vagy egészben  a   Haircut One Hundred című angol Wikipédia-szócikk fordításán alapul.  Az eredeti cikk szerkesztőit annak laptörténete sorolja fel. Ez a jelzés csupán a megfogalmazás eredetét és a szerzői jogokat jelzi, nem szolgál a cikkben szereplő információk forrásmegjelöléseként.